# Largirostrornis sexdentoris
Largirostrornis sexdentoris (Ларгірострорніс сексденторіс, означає «довгий дзьоб шестизубий») — викопний вид енанціорносових птахів з ранньої крейди (близько 120 млн років тому). Зразки були зібрані з пластів формації Jiufotang провінції Ляонін в Китаї в 1996–1997 роках Лінхаєм Хоу. Деякі дослідники вважають, що цей вид може бути синонімом Cathayornis yandica.
Голотип знаходиться в колекції Інституту палеонтології хребетних і палеоантропології в Пекіні, Китай під номером 10531 IVPP.